# Deli (tropas otomanas)
Deli é uma palavra turca que significava "louco" ou "selvagem". No Império Otomano, foi aplicado a tropas irregulares recrutadas nos Bálcãs, principalmente bósnios e albaneses, e comandadas por um "deli baxi" (deli bashi; "chefe dos delis"). Eles foram frequentemente empregados como guarda-costas dos governadores provinciais.